# Vizcaínos
Vizcaínos est une commune d'Espagne dans la communauté autonome de Castille-et-León, province de Burgos. Elle s'étend sur 11,483 km2 et comptait environ 55 habitants en 2011.